# Circonscription électorale de Miyazaki
La circonscription électorale de Miyazaki (宮崎県選挙区, Miyazaki-ken senkyo-ku) est une subdivision électorale de la Chambre des conseillers du Japon, représentant la préfecture de Miyazaki. Deux conseillers y sont élus au scrutin uninominal majoritaire à un tour.

## Conseillers
| Série 1 (1947 : 1er, mandat de 6 ans) | Série 1 (1947 : 1er, mandat de 6 ans) | Élection                    | Série 2 (1947 : 2e, mandat de 3 ans) | Série 2 (1947 : 2e, mandat de 3 ans) |
| ------------------------------------- | ------------------------------------- | --------------------------- | ------------------------------------ | ------------------------------------ |
|                                       | Toyoji Takeshita (ja) (Ind.)          | 1947                        |                                      | Yasuo Shii (ja) (PSJ)                |
| 1950                                  | Toyoji Takeshita (ja) (Ind.)          | Sadaharu Miwa (ja) (PSJ)    |                                      |                                      |
|                                       | Toyoji Takeshita (Ryokufūkai)         | Sadaharu Miwa (ja) (PSJ)    | 1953                                 |                                      |
| 1956                                  | Toyoji Takeshita (Ryokufūkai)         |                             | Toshio Hirashima (ja) (PLD)          |                                      |
|                                       | Jingō Futami (ja) (PLD)               | 1959                        | Toshio Hirashima (ja) (PLD)          |                                      |
| Saburō Nukumi (ja) (PLD)              | 1961,                                 |                             | Toshio Hirashima (ja) (PLD)          |                                      |
| Saburō Nukumi (ja) (PLD)              | 1962                                  |                             | Toshio Hirashima (ja) (PLD)          |                                      |
| Saburō Nukumi (ja) (PLD)              | 1965                                  |                             | Toshio Hirashima (ja) (PLD)          |                                      |
| Saburō Nukumi (ja) (PLD)              | 1968                                  |                             | Toshio Hirashima (ja) (PLD)          |                                      |
| Saburō Nukumi (ja) (PLD)              | 1971                                  |                             | Toshio Hirashima (ja) (PLD)          |                                      |
| Saburō Nukumi (ja) (PLD)              | 1974                                  | Katsuhisa Kamijō (ja) (PLD) |                                      |                                      |
|                                       | Chikao Sakamoto (ja) (Ind.)           | Katsuhisa Kamijō (ja) (PLD) | 1976,                                |                                      |
|                                       | Chikao Sakamoto (PLD)                 | Katsuhisa Kamijō (ja) (PLD) | 1977                                 |                                      |
| 1980                                  | Chikao Sakamoto (PLD)                 | Katsuhisa Kamijō (ja) (PLD) |                                      |                                      |
| 1983                                  | Chikao Sakamoto (PLD)                 | Katsuhisa Kamijō (ja) (PLD) |                                      |                                      |
| 1986                                  | Chikao Sakamoto (PLD)                 |                             | Mitsuhiro Uesugi (ja) (Ind.)         |                                      |
|                                       | Takatoshi Nobetsu (ja) (PSJ)          | 1989                        | Mitsuhiro Uesugi (ja) (Ind.)         |                                      |
| 1992                                  | Takatoshi Nobetsu (ja) (PSJ)          |                             | Mitsuhiro Uesugi (PLD)               |                                      |
|                                       | Motoi Nagamine (ja) (PLD)             | 1995                        | Mitsuhiro Uesugi (PLD)               |                                      |
| 1998                                  | Motoi Nagamine (ja) (PLD)             |                             | Mitsuhiro Uesugi (PLD)               |                                      |
| Toshifumi Kosehira (ja) (PLD)         | 2001                                  |                             | Mitsuhiro Uesugi (PLD)               |                                      |
| Toshifumi Kosehira (ja) (PLD)         | 2004                                  |                             | Shinpei Matsushita (ja) (Ind.)       |                                      |
|                                       | Itsuki Toyama (ja) (Ind.)             | 2007                        | Shinpei Matsushita (ja) (Ind.)       |                                      |
| 2010                                  | Itsuki Toyama (ja) (Ind.)             |                             | Shinpei Matsushita (PLD)             |                                      |
|                                       | Makoto Nagamine (ja) (PLD)            | 2013                        | Shinpei Matsushita (PLD)             |                                      |
| 2016                                  | Makoto Nagamine (ja) (PLD)            |                             | Shinpei Matsushita (PLD)             |                                      |
| 2019                                  | Makoto Nagamine (ja) (PLD)            |                             | Shinpei Matsushita (PLD)             |                                      |
| 2022                                  | Makoto Nagamine (ja) (PLD)            |                             | Shinpei Matsushita (PLD)             |                                      |
|                                       | Kanako Yamauchi (ja) (PDC)            | 2025                        | Shinpei Matsushita (PLD)             |                                      |